# François-Antoine Jecker

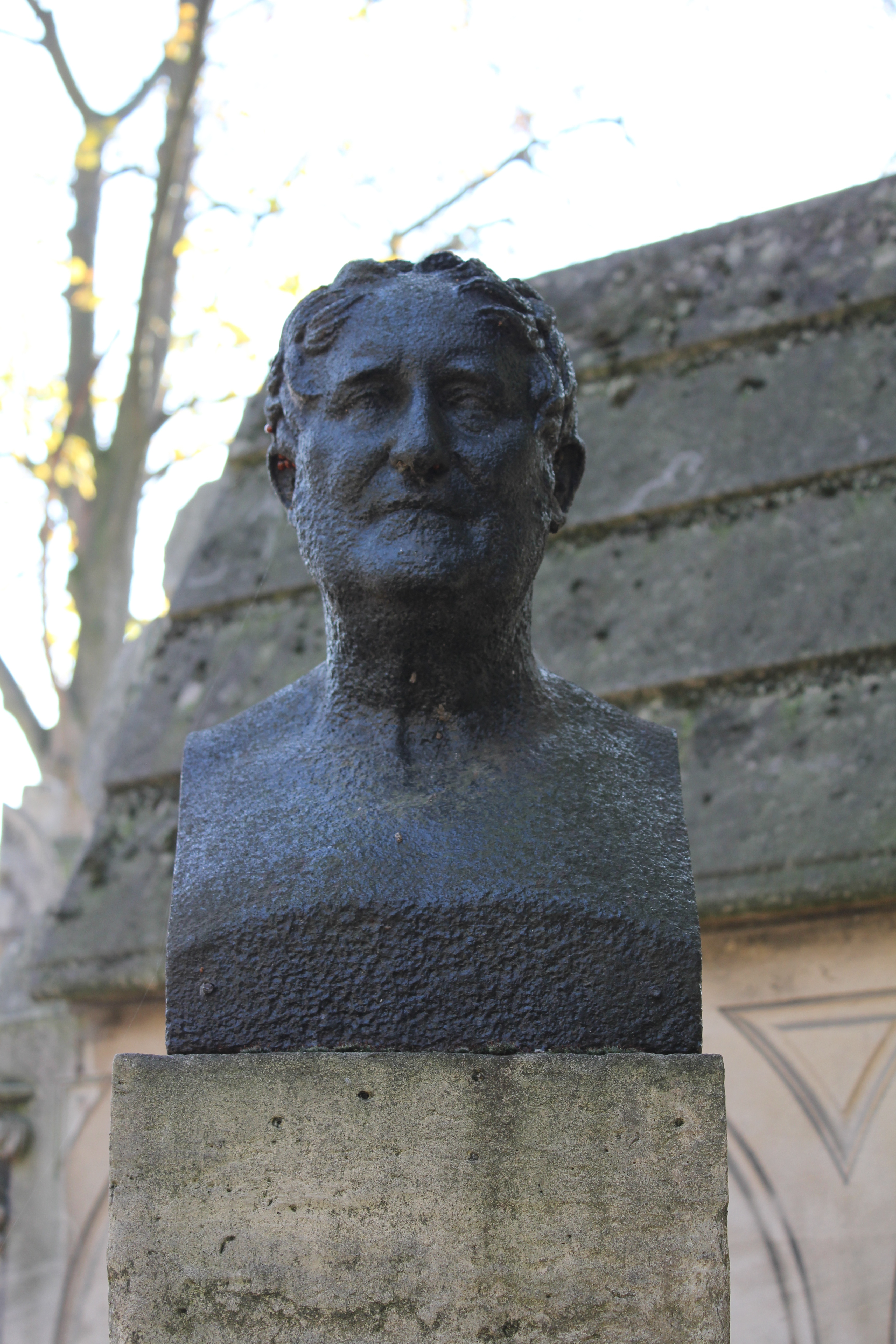
François-Antoine Jecker

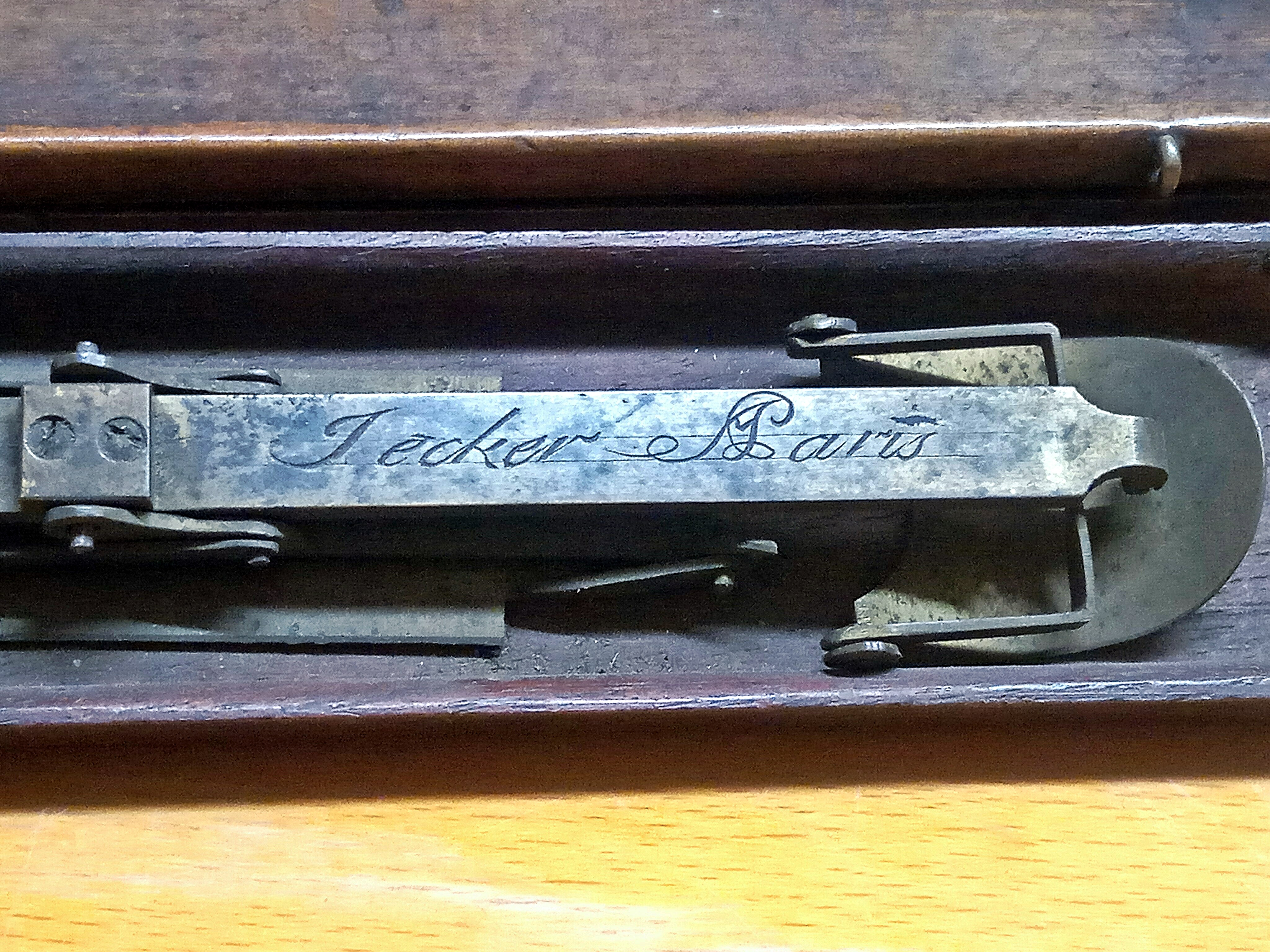
Signierte Münzwaage von François-Antoine Jecker, Paris, um 1800

François-Antoine Jecker (* 14. November 1765 in Hirtzfelden nahe Colmar, Département Haut-Rhin; † 30. September 1834) war ein französischer Instrumentenbauer.

## Leben
Als Sohn eines Landwirt und Bruder des späteren Nadelfabrikanten Laurenz Jecker erhielt er im Alter von 19 Jahren die Erlaubnis, nach Besançon zu gehen, wo er ein Jahr studierte. 1786 segelte er nach London, wo er Jesse Ramsden vorgestellt wurde, der sein Lehrer und Freund wurde. Er wurde von der Royal Society of London aufgenommen. 
1792 kehrte er nach Paris zurück und eröffnete seine eigene mechanische Werkstatt zur Fertigung optischer und astronomischer Instrumente, aber auch für Feinwaagen, in der er bis 1825 zusammen mit seinen Brüdern Gervais und Protais arbeitete. Die Qualität seiner Arbeiten fiel bald auf, und 1794 erhielt er für seine Leistungen eine nationale Auszeichnung. 1800 zog er mit seinen rund 40 Mitarbeitern von der Rue de Marmoursets 20 um in die Rue de Bondi 32. 